# Dayton (Idaho)
Dayton – miasto w Stanach Zjednoczonych, w stanie Idaho, w hrabstwie Franklin.